# 野口達二
野口 達二（のぐち たつじ、1928年3月8日 - 1999年2月22日）は、歌舞伎作家。秋田県出身。早稲田大学文学部中退。1960年「富樫」が懸賞戯曲の佳作となり、劇作家となる。作品に「草の根の志士たち」「肥後の石工」(脚本)など。季刊『歌舞伎』を復刊編集し、長谷川伸賞を受賞した。

## 著書
- 『歌舞伎』文芸春秋新社 1965
- 『芸の道に生きた人々』さ・え・ら書房 さ・え・ら伝記ライブラリー 1966
- 『悲劇の英雄たち』さ・え・ら書房 さ・え・ら伝記ライブラリー　1967
- 『歌舞伎の美』鹿島研究所出版会 1969
- 『いい話ほどあぶない 消えた赤報隊』斎藤三勇絵 さ・え・ら書房 日本史の目 1974
- 『舞台という空間 野口達二戯曲集』新潮社 1976
- 『歌舞伎再見』吉田千秋撮影 岩波グラフィックス 1983
- 『歌舞伎はるあき 歳時随想』本阿弥書店 1987
- 『野口達二戯曲撰』演劇出版社 1989
- 『歌舞伎 入門と鑑賞』演劇出版社 1992

### 共編著
- 『日本の伝説 14　秋田の伝説』野添憲治共著 角川書店 1977
- 『水谷八重子』編 ;高橋誠一郎 ほか著 立風書房 1979

## 参考
- デジタル版日本人名大事典